# Xivry-Circourt
Xivry-Circourt ist eine französische Gemeinde mit 267 Einwohnern (Stand 1. Januar 2022) im Département Meurthe-et-Moselle in der Region Grand Est. Sie gehört zum Arrondissement Val-de-Briey und ist Mitglied im Gemeindeverband Communauté de communes Cœur du Pays-Haut.

## Geografie
Die Gemeinde Xivry-Circourt liegt am Rand der Landschaft Woëvre, etwa 22 Kilometer südlich von Longwy und dem Dreiländereck Frankreich-Belgien-Luxemburg und etwa 17 Kilometer nordwestlich von Val de Briey im Hügelland zwischen Mosel und Maas. Durch das 12,04 km² umfassende Gemeindegebiet fließt in Süd-Nord-Richtung die Pienne, ein Nebenfluss der Crusnes. Das Tal der Pienne hat sich bis zu 30 m tief in die Landschaft eingegraben; die Talflanken sind zum Teil markante Anhöhen, die bis ca. 300 m Meereshöhe aufragen (Le Petit Bois, Haut de Belloque). Mit 330 m ü. M. wird am östlichen Ende der Gemeinde der höchste Punkt erreicht (Haut de Higny). Die Gemeinde besteht aus dem Dorf Xivray am linken Pienneufer und dem gegenüberliegenden kleineren Dorf Circourt. Sie sind durch vier Brücken miteinander verbunden. Xivry-Circourt ist fast waldfrei (0,6 % des Gemeindegebiets); nur im äußersten Westen hat die Gemeinde einen kleinen Anteil am Forst Le Grand Bois.
Nachbargemeinden von Xivry-Circourt sind Mercy-le-Bas im Norden, Mercy-le-Haut im Nordosten, Preutin-Higny im Osten und Südosten, Domprix im Süden, Spincourt (Département Meuse) im Westen sowie Saint-Supplet im Nordwesten. Die Westgrenze der Gemeinde ist auch die Grenze zum Département Meuse.

## Geschichte
Die Gemeinde in ihrer heutigen Ausprägung entstand 1809 aus dem Zusammenschluss der Dörfer Xivry und Circourt. Die Ortschaft Xivry tauchte erstmals urkundlich im Jahr 1049 als Superiacum majus auf. Der Name entwickelte sich über Sivry (1242), Cyveri (1262), Cyverei (1301), Xiverey (1405), Xiveray-le-Franc (1494) und Sievry-le-Frans (1722) zur heute gültigen Schreibweise.
Bereits für das Jahr 1053 ist der gallorömische Name Ciricis curtis überliefert, der sich über Circourt-en-Woëvre (1779) zum heutigen Circourt entwickelte. Beide Orte entstanden aus Bauernhöfen.
Für mehrere Jahrhunderte dominierte Ackerbau und Viehzucht in beiden Dörfern. Xivry und Circourt gehörten zum Bistum Metz im Erzbistum Trier. Für 1286 ist eine Vereinbarung über die Aufteilung des Zehnten zwischen dem Abt des Klosters Saint-Pierremont (Abbaye de Saint-Pierremont) – heute in der Gemeinde Avril – und dem Propst von Longwy überliefert. Ab dem 17. Jahrhundert bekam auch die Abtei Münster in Luxemburg einen Anteil am Zehnt. Aus der Zeit des späten Mittelalters und der frühen Neuzeit sind zahlreiche Urkunden über Käufe, Verkäufe und Rechtsstreite erhalten. 1551 übernachtete der französische König Heinrich II. in Xivry. 1817 gehörten die Dörfer Xivry und Circourt zum Herzogtum Bar. Man zählte damals in Xivry 299 Einwohner in 47 Häusern und in Circourt 272 Einwohner in 60 Häusern.
Im Jahr 1790 fand die konstituierende Versammlung des Départements Moselle statt. Dabei wurden die meisten Gemeinden und die Kantone gebildet. Xivry-le-Franc wurde zunächst Kantonshauptort im Distrikt Longwy. 1795 wurde dann Circourt eine eigenständige Gemeinde. Per Dekret des Ersten Konsuls Napoleon Bonaparte wurde Audun-le-Roman statt Xivry Kantonshauptort und am 9. Dezember 1809 wurde zum ersten Mal in Frankreich eine Zwangsfusion von zwei Gemeinden vollzogen – die Geburt der heutigen Gemeinde Xivry-Circourt.
Mit dem im Frieden von Frankfurt geschlossenen Vertrag im Jahre 1871 ging die Gemeinde in das Département Meurthe-et-Moselle über. 

### Bevölkerungsentwicklung
| Jahr      | 1962 | 1968 | 1975 | 1982 | 1990 | 1999 | 2007 | 2019 |
| Einwohner | 432  | 354  | 325  | 300  | 278  | 296  | 268  | 270  |

Mit 267 Einwohnern (1. Januar 2022) gehört Xivry-Circourt zu den kleineren Gemeinden des Departements Meurthe-et-Moselle. Im Jahr 1876 wurde mit 462 Bewohnern die bisher höchste Einwohnerzahl ermittelt. Die Zahlen basieren auf den Daten von annuaire-mairie und INSEE.

## Sehenswürdigkeiten
- Pfarrkirche St. Symphorianus (Église Saint-Symphorien) in Xivry mit angrenzendem Friedhof, einem Kalvarienberg und einem Grabdenkmal aus dem 15. Jahrhundert. Die Kirche wurde nach Zerstörungen im Deutsch-Französischen Krieg 1880 wieder aufgebaut.
- Kapelle in Circourt aus dem frühen 20. Jahrhundert (heute in Privatbesitz)
- Jeweils ein Lavoir in beiden Gemeindeteilen

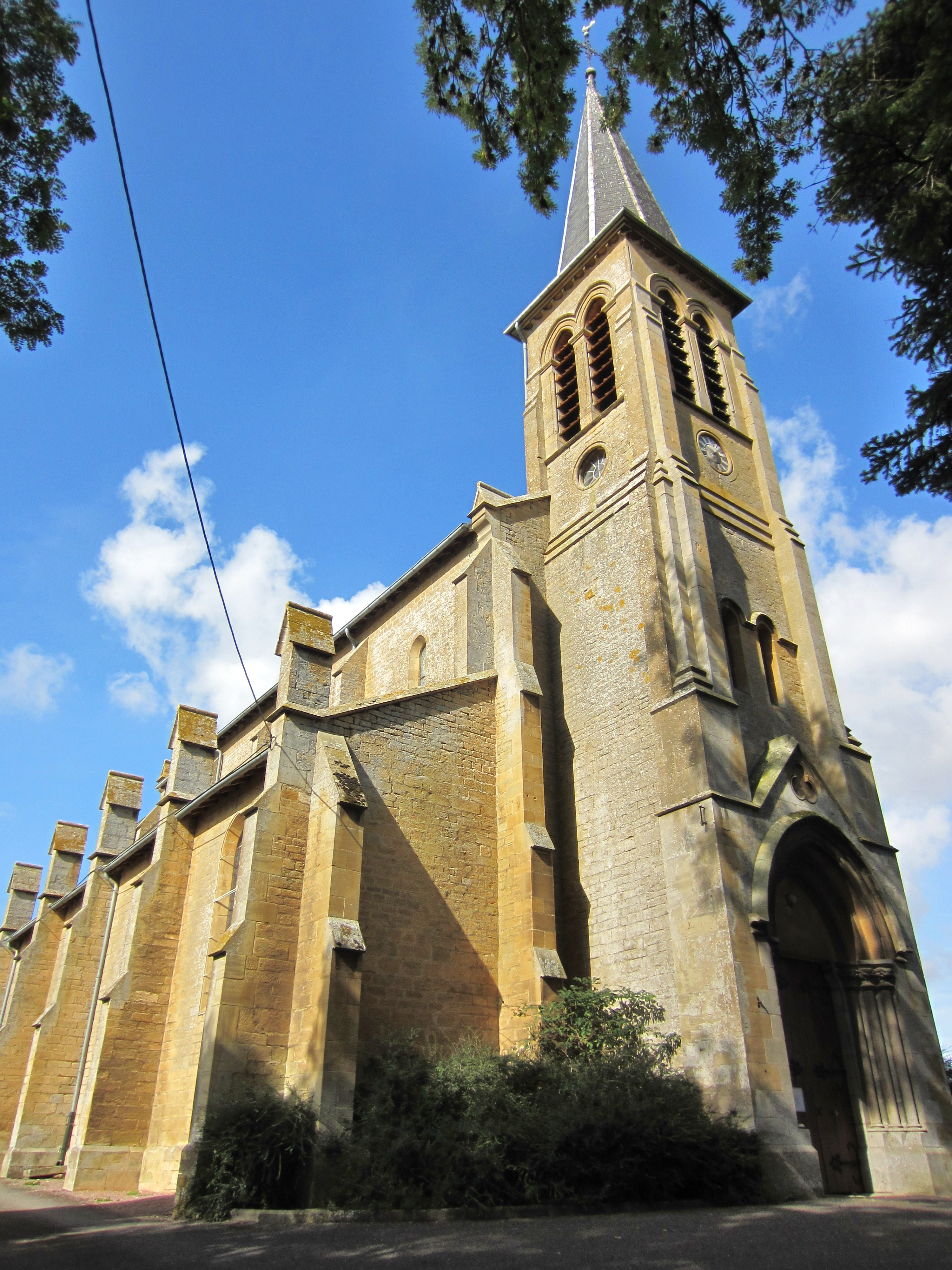
Pfarrkirche St. Symphorianus
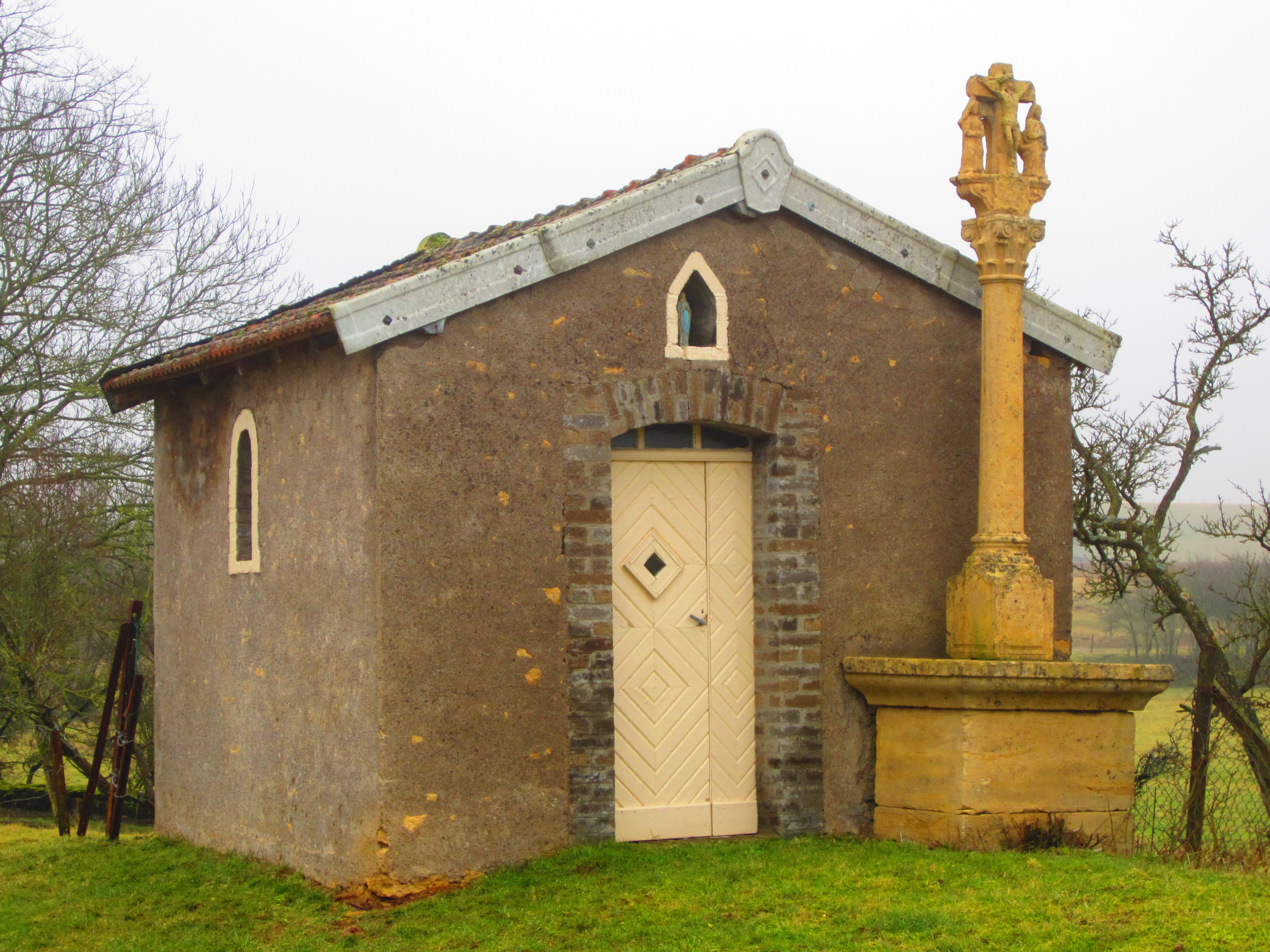
Kapelle in Circourt

## Wirtschaft und Infrastruktur
Seit dem ausgehenden Mittelalter bestimmen die Weidewirtschaft und die Viehzucht das Bild der Gemeinde Xivry-Circourt. Handel und Kleingewerbe sind von lokaler Bedeutung. Viele Erwerbstätige sind heute Pendler, die in den Industriestädten an der Mosel ihrer Arbeit nachgehen. In der Gemeinde sind noch elf Landwirtschaftsbetriebe ansässig (hauptsächlich Milchviehhaltung).

### Verkehrsanbindung
Die Gemeinde liegt an der überregional wichtigen Hauptstraße D643 von Longuyon nach Briey (Teil der ehemaligen RN 43). Der nächste Anschluss an die Autobahn A30 befindet sich in einer Entfernung von ungefähr 14 Kilometern. Weitere Straßenverbindungen bestehen nach Joppécourt, Spincourt und Saint-Supplet. Der nächste Bahnhof liegt im 12,5 Kilometer entfernten Kantonshauptort Audun-le-Roman.

## Persönlichkeiten
- Nicolas Bousmard, 1576–1584 Bischof von Verdun, in Xivry geboren

## Belege
1. ↑  Geschichte von Xivry-Circourt (französisch)
2. ↑  Xivry-Circourt auf annuaire-mairie
3. ↑  Xivry-Circourt auf INSEE
4. ↑  Landwirtschaftsbetriebe auf annuaire-mairie.fr (französisch)